# Củ lùn
Calathea allouia hay cây củ lùn, năng tàu, khoai lùn (một vài nguồn tài liệu tiếng Việt ghi tên khoa học là Calathea allovia) là một loài thực vật có hoa trong họ Marantaceae. Loài này được (Aubl.) Lindl. mô tả khoa học đầu tiên năm 1829.
Đây là loài bản địa của miền nam Nam Mỹ và vùng Caribe, nó cũng được xem là bản địa của Cuba, Hispaniola, Puerto Rico, Tiểu Antilles, Trinidad & Tobago, Venezuela, Colombia, Ecuador, Peru và Brazil. Loài này được cho là có mặt tự nhiên ở Jamaica
Loài này được trồng lấy củ với số lượng nhỏ ở nhiều vùng nhiệt đới.

## Mô tả
Cây mọc thành bụi cao đến 1m, thân khí sinh ngắn. Lá có bẹ và cuống đứng cao 40 – 50 cm; phiến dài 20 – 30 cm, không cân, mỏng, gân bên cách nhau 1 - 2mm; cuống có phần trên vàng vàng, có cấu tạo khác.

## Hình ảnh

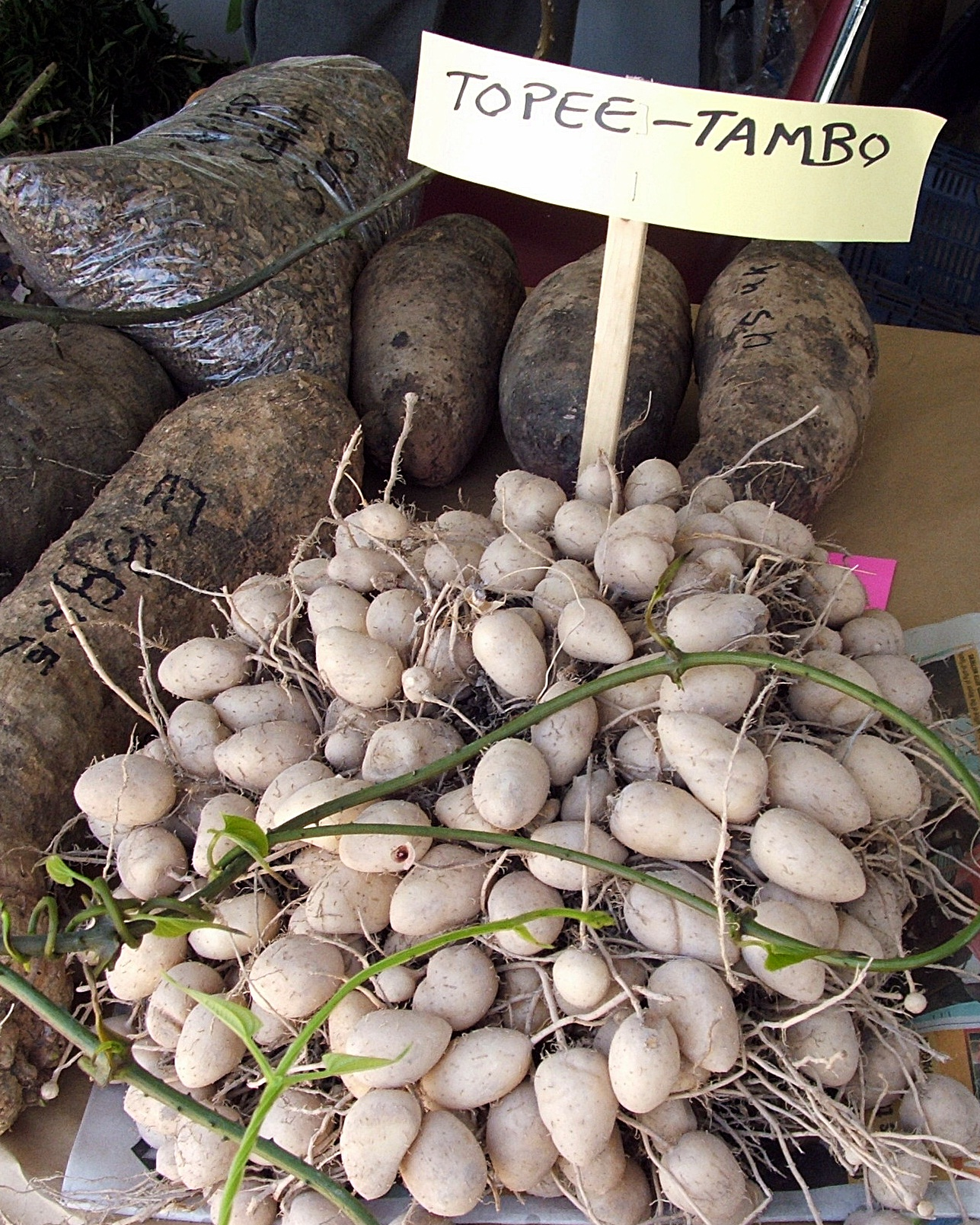
Củ lùn